# Musse Piggs mardröm
Musse Piggs mardröm (engelska: Mickey's Nightmare) är en amerikansk animerad kortfilm med Musse Pigg från 1932.

## Handling
En natt drömmer Musse Pigg om att han och Mimmi Pigg gifter sig och får ett 20-tal barn ihop. Detta visar sig bli en mardröm, speciellt då Musse drömmer om att barnen stökar ner hela hemmet.

## Om filmen
Filmen är den 44:e Musse Pigg-kortfilmen som producerades och den åttonde som lanserades år 1932.
Filmens handling är inspirerad av Kalle Kanin-kortfilmen Poor Papa från 1928 och blev i sin tur inspiration för Looney Tunes-kortfilmen Porky's Romance från 1937 med Pelle Pigg i huvudrollen.

### Svenska utgivningar
Filmen hade svensk premiär den 10 december 1932 på biografen Palladium i Stockholm som förfilm till filmen På jakt efter en man (engelska: Palmy Days) med Charlotte Greenwood i huvudrollen.
Filmen finns sedan 1999 dubbad till svenska.

## Rollista (i urval)
| Roll       | Originalröst      | Svensk röst   |
| Musse Pigg | Walt Disney       | Anders Öjebo  |
| Mimmi Pigg | Marcellite Garner | Åsa Bjerkerot |
| Musungar   | Marcellite Garner |               |
| Pluto      | Pinto Colvig      | ingen röst    |